# 雑喉潤
雑喉 潤（ざこう じゅん、1929年5月3日 - 2024年5月16日または2021年ごろ）は、日本の評論家、元新聞記者。

## 略歴
神戸市生まれ。1953年京都大学文学部中国文学科卒業（吉川幸次郎・門下生）、朝日新聞社に入社、学芸部編集委員、学芸部長、音楽担当編集委員、浜離宮朝日ホール総合プロデューサーなどを務め、93年退職。97年名古屋自由学院短期大学教授、のち名誉教授。

## 著書
- いつも歌謡曲があった 百年の日本人の歌 新潮社 1983.6
- 浅草六区はいつもモダンだった オペラ・レビュー・ストリップ  朝日新聞社 1984.12
- 三国志世界を行く 徳間書店 1987.9
- 覇道三国志 曹操の壮心やまず 東京書籍 1993.9
- 文天祥の生涯 殉国節義の人 中国歴史人物伝 尚文社ジャパン 1996.8
- 「三国志」劉備と歩く 立風書房 1997.11
- 三国志の大地 竹内書店新社 2001.7
- 三国志と日本人 講談社現代新書 2002.12
- 『史記』の人間学 講談社現代新書 2005.2